# 彭德怀
彭德怀（1898年10月24日—1974年11月29日），原名清宗，字懷歸，號得華:1。后改德怀，小名钟伢子、石穿，民间俗称彭老倌，湖南湘潭人，湖南陸軍軍官講武堂畢業，中国共产党军事领导人，中国人民解放军军事家，原正国级领导人，中华人民共和国十大元帅之一，於文化大革命時遭到迫害而死。
彭德怀早年供职于湘军，于1928年发动平江起义，建立红五军，任军长。此后，彭与毛泽东、朱德等共同开辟江西根据地，并担任红三军团军团长，参与长征。长征结束后，任红一方面军司令员。抗日战争中，彭任八路军副总司令，发动百团大战。第二次国共内战时期，彭任中共中央军委副主席兼中国人民解放军总参谋长、中国人民解放军副总司令兼西北野战军（后第一野战军）司令员兼政治委员，攻占西北五省。
中华人民共和国成立后，彭任中央人民政府人民革命军事委员会副主席、西北军政委员会主席。1950年，彭任中国人民志愿军司令员兼政治委员，领导抗美援朝。1954年，彭任中華人民共和國国务院副总理兼第一任中華人民共和國國防部部長、中共中央军事委员会副主席，任内主持中国人民解放军四大制度（征兵制、薪金制、军衔制、勋章奖章制度）的确立。
彭於1959年庐山会议上致函中国共产党中央委员会主席毛泽东，指出大跃进中的问题和弊病，被认为是反对大跃进等，定为“彭、黄、张、周反党集团”之首，后被撤销国防部长等职务，移居北京郊外吴家花园。1965年被任命为西南“三线”建委第三副主任。文化大革命爆发后被押送回北京，身患结肠癌，于1974年11月29日14时52分辞世。1978年12月22日，中共中央宣布为彭糾正過去所作的錯誤結論:853。

## 生平

### 早年
清朝光绪二十四年农历九月初十日（公元1898年10月24日），彭德怀出生于湖南湘潭县石潭镇乌石寨彭家围子的一个貧下中農家庭，为家中长子:2。祖籍湖南省湘鄉縣谷水九溪，清雍正時遷居湘潭，世代為農:1。彭祖父彭安恭一辈有兄弟五人，勤劳耕种，家境尚好。有茅屋數間，荒土山地八九畝，強可溫飽:1。到父亲彭民言一代，家道中衰。彭民言根据家谱，为彭起名清宗，字怀归，号得华，乳名钟伢子:2。父親彭民言患哮喘病，全家生計由母親周氏操勞:1。1904年，彭到山杉里姨父私塾讀書，免收學費；彭常早起上山砍柴背到姨父家再上學，農忙時幹農活要雨天才上學；斷續兩年，讀完《三字經》、《百家姓》、《莊農雜字》、《幼學故事瓊林》、《中庸》、《論語》、《孟子》:2。1906年，母親患痢疾病亡，幼弟餓死，彭只好輟學，砍柴換米糊口:3。1908年，家當只剩三分地不夠，兩間茅屋，祖母年逾七十「打秋風」:4。至1910年，彭給富農家看牛兩年，每天割草等，月得300文，可買10餘升米；借閲《二十年目睹之怪現狀》、《老殘游記》和《包公案》等:5。1911年，彭到黃磧嶺煤窑做車水工12小時，每天又加運一次煤:6。1912年，煤礦倒閉，彭一年多苦幹只得四升米，回家後推車、賣柴、打短工:7。据《彭德怀自述》中所载，其年少时，某年除夕，家無餘糧，祖母叫他和弟弟彭金華往富家門第乞食，彭寧願餓肚子，也不說自己是招財童子（乞丐）。因此彭一直说自己是贫下中农出身:10-11。
1913年，彭受当地元末农民起义军易华“打富济贫”传说和太平天国故事的影响:5，参加饥民闹粜被通缉:8，离家逃走:6，到湘陰、益陽交界西林圍做堤工:8。彭做兩年半堤工，得工錢三石半米:9。1916年3月中旬:9，彭加入汤芗铭军第二师三旅六团一营一连当二等兵:11-12，為自己取號「石穿」，不久為一等兵月餉6元，寄家3至3元5角:9。彭因作戰勇敢，升任副班長、班长:12。1918年在二连任班长时李文彬（后改名为李灿）加入湘军，教彭识字，彭教李文彬操练。1919年，彭此时与同连的黄公略、李文彬一起，相約「以救國救民為宗旨，不做壞事，不貪污腐化（包括不刮地皮，不討小老婆），不擾民」:12。1920年初夏，彭参加驱逐湖南督军张敬尧的战斗:12-14，升為排長:13。夏:13，彭在连队秘密组织救贫会:9。11月底，彭参加全省近10万士兵的闹饷斗争:13。1921年夏，彭参加“援鄂自治”战争，代理连长:14。同年秋冬，彭为帮助一个贫苦农民，派救贫会会员杀死华容县注滋口恶霸地主区盛钦而被逮捕，在送往长沙途中逃亡:10-11。彭離開湘軍，到郭得雲外甥李桂生家，閲讀《資治通鑒》:14。
1922年初春，彭到广东旧友鲁广厚独立营任连长:14-15。3月，彭见鲁广厚胸无大志，便弃职回家种地:12。4月，與楠木冲貧農女劉細妹結婚，彭為其取學名劉坤模:15。8月，參加軍校測驗，保送湖南陆军軍官讲武堂第三期入学，此时改名彭德怀:13；11月開學，彭編在第一教授班:15。1923年8月，彭從讲武堂毕业，回二師三旅六团一营一连任连长:17。1924年4月，彭代理六团一营营长；夏，祖母病亡:18。1925年初春，父親病亡:19。1926年5月，彭实任营长；夏，湘軍改編為國民革命軍獨立第一師，六團改為一團；冬，國民革命軍獨立第一師改為三十五軍第一師，軍長何鍵:20。
1926年夏，彭结识一师政治部秘书长共产党员段德昌，开始接受共产主义思想:16。1927年1月，彭在一营各连成立士兵委员会，以救贫会章程作为士兵委员会的章程:17。5月，彭在岳州向师长周磐建议，攻击武汉的夏斗寅部，向长沙进军平定许克祥部，均被拒绝:19。6月上旬，为声援武汉国民革命军叶挺部击败夏斗寅叛军，彭率部袭击城陵矾对岸的四川军阀杨森部:19。8月，彭参加唐生智第四集团军讨伐蒋介石的战争。10月，李宗仁、唐生智戰爭中唐生智部失敗，彭隨一師退回湘北，駐南縣；魯滌平出任湖南省政府主席，將一師收編為國民革命軍獨立第五師:22。彭任一团团长:21。1927年冬，同中共南华安特委取得联系，要求加入共产党，并帮助段德昌秘密来南县养伤:22-23。

### 紅軍時期

#### 平江起义
1928年2月，彭支持师长周磐办师随营学校。推荐黄公略任副校长主持随校工作，按士兵委员会章程精神拟订随校章程:25。1928年4月彭加入中国共产党，一团书记官共产党员邓萍主持了彭的入党仪式，彭正式加入中共组织:24。獨立五師建立中共秘密支部，成員有彭、鄧萍、張榮生、李光、李燦和李力，彭為支部書記:25。6月19日，彭率一团随独五师师部抵达平江:28。7月17日，中共湘鄂赣边界特委书记滕代远，奉湖南省委指示到达平江，与一团党组织取得联系:30。7月19日，正在三营巡视的彭从友人的来信中获悉南华安特委被破坏，黄公略等人的身份暴露，迅即返回县城:27。当晚，一团党组织举行紧急会议，决定立即发动起义:27。7月20日晚，三团三营营长黄公略率部於嘉义鎮提前起义:27-28。7月22日中午，一团士兵以闹饷名义，向平江县城进攻，解除了城内军警2000多人的武装，缴获步枪1000余支、子弹100万发，将县长刘作柱、清乡委员黄斡屏等人镇压:32。7月23日，贺国中率随营学校从岳阳来平江参加起义:29。
7月24日，宣布建立平江县工农兵苏维埃政府，成立红五军:409, 彭任军长兼十三师师长，滕代远为党代表，邓萍为参谋长:29。全军共2,500余人:33。不久，起义部队遭到湘鄂赣军的联合进攻，撤出平江:35。东入江西修水、铜鼓、万载:410。10月初，滕代遠以湖南省委特派員名義，在銅鼓幽居召開湘、鄂、贛邊五縣（平、瀏、修、銅、萬）縣委和紅五軍黨委聯席會，會議決定建立湘鄂赣边界特委和根据地；反對亂燒亂殺的盲動主義；選舉滕代遠為邊界特委書記，彭、李宗白、邱訓民和王首道為特委委員:31。

#### 井冈山斗争
1928年11月初，根據湘鄂贛特委決定，由彭、滕代遠、鄧萍、李燦、賀國中組成紅五軍軍委，率領一、三縱隊（五個大隊）向南突破敵人包圍，再次前往井岡山與紅四軍聯絡；由黃公略率二縱隊留平江、瀏陽一帶堅持游擊戰爭:32。11月，彭与滕代远率红五军一、三纵队800余人向井冈山进军，并留三个纵队坚持原地斗争:127。12月上旬，彭与朱德、毛泽东领导的红四军在井冈山胜利会师:38:20、49。随后，彭任红四军副军长兼三十团团长:39。
1929年1月1日，国军以鲁涤平为总指挥，何键代总指挥，金汉鼎为副总指挥，对井冈山发动第三次会剿:128。1月4日，中共在井冈山的领导人在宁冈县柏露村召开了为期四天的会议:129，决定毛泽东、朱德率领红四军主力出击，留彭守卫井冈山:39。1月4日至1月7日，會議決定取消紅五軍番號，將已到達井岡山的紅五軍一、三縱隊暫編為紅四軍三十團，彭任團長兼紅四軍副軍長，滕代遠任黨代表兼紅四軍副黨代表；由彭率領原红五军及紅四軍三十二團王佐部留守井冈山:34。1月上旬，彭兼任井岡山紅軍學校校長:35。然而由于国军势强，井冈山最终失守，彭率部突围:40，途中损失惨重，仅存283人:41。2月下旬，彭率部轉移至牛嶺一帶休整，三鼎會許多貧苦農民參加紅軍；3月中旬彭攻占安遠，3月下旬一舉擊潰瑞金守敵，占領全城:37。并于4月1日在瑞金与红四军会合:41。4月上旬，彭在瑞金向中共紅四軍前委滙報撤出井岡山經過時，毛澤東説，第三次「會剿」是很危險的，當時不應該決定紅五軍留守井岡山:38。毛泽东以国民党内争正酣，命彭再返井冈山:411。5月2日，彭抵达宁冈茅坪，此时红五军恢复至800余人:42。5月10日，彭出席在寧岡古城召開的中共湘贛邊特委第四次擴大會議，決定紅五軍擴編為紅四軍的四、五縱隊（王佐三十二團編入第五縱隊），賀國中任第四縱隊長，李燦任第五縱隊長；會議產生正式特委，彭、滕代遠當選為執行委員:38。5月中旬至6月下旬，彭率红五军和王佐部游擊湘东、粤北，先后攻占桂东、汝城、城口、仁化、南雄，缴获100多支枪和10萬來發子弹，籌款萬元，購買大批奎寧、鹽和布匹，並將特資運回井岡山:329。7月初，彭回师井冈山，攻打安福城，战斗失利:43。8月下旬，彭率红五军返回湘鄂赣边根据地，与原红五军第二纵队（湘鄂赣边境支队）会合，全军已发展到3000余人。9月2日，彭出席湘鄂赣边特委扩大会议:40。会议决定重新组建红五军军部，将彭率领的四、五纵队（原红五军一、三纵队）和湘鄂赣边支队（原红五军第二纵队）扩编为5个纵队，彭为红五军军长:45；會議指定9人組成臨時軍委，滕代遠為書記，不久滕患病暫離部隊，由彭代理書記:40。
红四军离开井冈山后，国军对当地的进剿也逐渐停止，此时当地土籍和客籍两族矛盾开始激化，袁文才作为客籍一员掌握着当地的武装力量，枪杀了土籍的宁冈县工农兵政府主席文庚宗，导致两族矛盾不可调和。10月，土籍控制的中共湘赣边区特委枪杀了与袁、王交好的特委组织部长宛希先，并向上级报告袁、王二人可能叛变。1930年，在中央特派员彭清泉的主持下，边区特委决定清除袁、王二人。1930年2月21日，袁、王抓住五县团总罗克绍不杀，作为绑票要罗交出兵工厂，被湘赣特委书记朱昌楷认为是通敌。朱昌楷向彭报告袁、王所为，朱还向彭提及袁文才偷看了中共六大文件中有关土匪的内容:142，提出要立即采取行动:146。彭接受了朱的意见。2月24日，袁、王二人及其所部在永新县遭到湘赣特委指挥的部队与红五军第四纵队伏击，边界特委书记朱昌楷亲手枪杀了袁文才，王佐则在逃出永新时落水淹死:46。同时杀掉了袁、王部“排长以上干部40余人，至于部下有1/3的人编入了红五军，其余的人则遣送回家”。这一事件带来的恶果是井冈山于1931年3月落入国军之手，直至1949年:147。

#### 进攻长沙

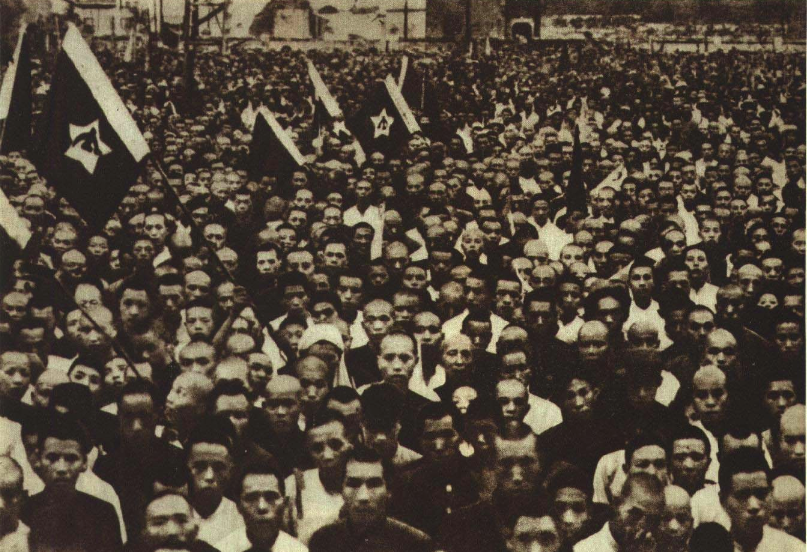
1930年红三军团攻克长沙后群众活动

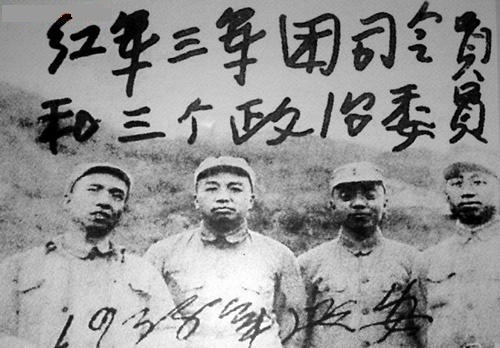
1938年，原红三军团军团长和三任政治委员于延安。左起：李富春、彭德怀、杨尚昆、滕代远

1930年3月23日，彭率红五军一、三、四纵队攻占袁州:43。4月24日，彭率红五军一、三、四纵队進至平江长寿街，4月25日与第二纵队、5月3日与第五纵队会师，全军已发展到6,000余人:44。5月6日，指挥红五军第二次攻占平江城:46。6月6日，红五军军委在大冶刘仁八召开扩大会议，遵照中央指示，扩编为红三军团，彭任总指挥和前委書記，滕代遠為政治委員:45。6月9日至6月11日，中央政治局在上海召开会议，实际主持中央工作的李立三制定了以武汉为中心的全国城市暴动计划，要“争取一省或数省首先胜利”“会师武汉，饮马长江”:412:37。按照李立三的命令，彭率领红三军团进攻长沙，在攻占岳州、平江后，于7月27日攻占长沙:48。7月30日，湖南省蘇維埃政府成立，李立三為主席，由王一芳代理，彭等13人為委員:47。8月4日，何键集中10多個團兵力，在美、英、日艦掩護下渡湘江，南北向夾攻長沙；8月6日彭以紅五軍殿後，掩護紅三軍團和數萬群眾撤出長沙，撤往瀏陽方向；8月上旬，五、八兩軍和直屬隊已擴大到15,000餘人:48。8月23日，彭率领红三军团在浏阳永和市和红一军团会合，成立中国工农红军第一方面军，彭任副总司令；成立中共第一方面軍總前委，毛澤東為書記，朱德、彭等為委員；成立中國工農革命委員會，毛澤東為主席，朱德、彭等35人為委員:49。然而，李立三又急令红一方面军再攻长沙，毛泽东只得从命，但是红军损失惨重，只好撤围:50。9月1日彭指揮紅三軍團總攻長沙，9月12日奉命率紅三軍團從長沙撤圍:50。随后，毛泽东说服了李立三派来的长江局代表周以栗，决定返回赣南，攻占吉安:51:413。10月7日，江西省工農兵臨時蘇維埃政府成立，曾山任主席，毛澤東、朱德、彭等為委員；10月17日，彭被任命为中央苏区军事委员会委员:51。10月下旬，出席红一方面军总前委、江西省行动委员会于新喻罗坊召开的联席会议，并说服红三军团接受总前委的决定，东渡赣江:52。12月中旬，彭收到一封毛泽东给古柏（毛的秘书）的“亲笔信”，信大意是在审讯「AB团」时，逼供出彭是「AB团」等:52。彭看后，认定这是阴谋，便表态支持毛泽东:53。此后，彭还在大规模肃反中保护了黄克诚等人。

#### 江西反围剿

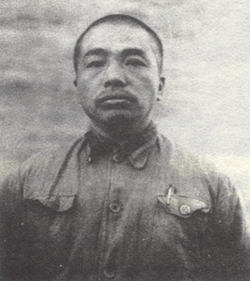
红军时期的彭

1930年12月30日至1931年1月3日，彭参与指挥中国共产党第一次反围剿战争。12月30日晨，红军在龙岗全歼国军俘敌近9,000余人，活捉18师师长张辉瓒:54。1931年3月18日，苏区中央局第一次扩大会议决定增选彭为苏区中央局委员:56。5月16日至5月31日，彭参加指挥中国共产党第二次反围剿战争。一、三军团配合作战，全歼国军47师一个旅、28师大部和43师一部，取得中洞、白沙两战胜利:414。在红一军团配合下，红三军团5月22日在中村歼国军27师1个旅，5月31日在建宁全歼国军56师三3个多团:57-58。8月5日至9月15日，彭参与指挥中国共产党第三次反围剿战争。红三军团在其他红军部队配合下，于莲塘全歼国军47师一个旅，获得初战胜利:415。11月25日，以彭为中央革命军事委员会副主席:62。
1932年1月10日，彭任攻打赣州主作战军前敌总指挥:58。2月初，彭指挥主作战军（红三军团、红一军团第四军）围攻、爆破赣州城，历时30多天未克，撤出战斗:429。3月中旬，彭出席在赣县江口圩召开的苏区中央局扩大会议，支持红军主力夹赣江而下，分途作战的意见:59。3月18日，彭任中国工农红军西路军总指挥，滕代遠為政治委員:67。5月1日，彭指挥西路军红三军团占领湖南汝城:68。7月上旬，彭率紅三軍團南下粵北，增援红一、紅五军团南雄、水口戰鬥；當紅三軍團趕到水口時，雙方已經撤出戰鬥:71。8月中旬，彭率红三军团参加乐安宜黄战役，8月19日指揮紅三軍團於河口杏坊擊潰敵1個團，8月20日主攻宜黄城国军27师高樹勛部:72。11月15日，红一方面军下达金资战役命令，红三军团为总预备队:74。
1933年1月5日，彭攻占黄狮渡:76。1月8日，彭於楓山鋪擊潰吳奇偉九十、十四兩個師，隨後紅三軍團又和紅一軍團三軍於滸灣協同紅五軍團又擊潰二十七師:77。2月中旬至3月下旬，彭参与指挥中国共產党第四次反围剿战争:60。此時，博古、李德等人掌握了紅軍領導權。博古等人提出紅軍主力分離作戰，“兩個拳頭打擊敵人”，命令紅三軍團組成東方軍入閩作戰:62。7月19日起，彭指挥东方军连克泉上、朋口、连城:63。8月26日，彭指挥东方军攻占闽江上游顺昌、洋口和延平的峡阳，击溃劉和鼎部3个团；同時围攻顺昌、将乐，包围延平:85-86。9月，駐紮福建的國軍十九路軍蔡廷鍇部決定反蔣，彭遵照中央指示先期與蔡廷鍇代表在王台谈判:65。
1933年10月，国军发动第五次围剿，彭率东方军从福建回师江西，于飞茑与国军周浑元六师遭遇，攻占询口，歼灭周师十八旅:67。11月闽变发生后，彭建议中央令红军主力进军闽浙赣，支援十九路军，但彭的建议反被斥为“冒险主义”:65-66。12月12日，彭指挥团村战斗:93。1934年1月15日，彭在中共六届五中全会上被选为候补中央委员:96。3月24日，彭率红三军团于泰宁附近太阳嶂堵击敌军，3月30日汤恩伯部进攻，红三军团未达到消灭敌军目的:98。
4月中下旬，彭被任命为广昌战役总指挥，此战红军遭受重大伤亡，广昌失守:68:432。4月28日晚，彭与李德就第五次反“围剿”的战略问题进行了激烈的争论：“你們的作戰指揮，從開始到現在都是錯誤的，每一戰都要同敵人拼消耗。你懂嗎？敵人有全國政權和帝國主義的幫助，而紅軍則只能取之於敵，在這種情況下紅軍怎能同敵人硬碰打消耗呢？如果不是紅軍有高度自覺，一、三軍團早就被你們葬送了，江西蘇區幾乎被斷送給敵人，你真是‘崽卖爷田心不痛’:196。”:995月3日，中央軍委決定，紅三軍團、紅十三師及紅二十三師組成中央軍團，由彭指揮:99。随后，彭指挥红三军团8月6日高虎垴战斗:100；8月14日万年亭战斗，因強弱悬殊，阵地均被攻破:101。
1934年10月11日，彭收到中革軍委通令：紅一方面軍改編為野戰軍，軍委、總司令部及其直屬部隊組成第一野戰縱隊，中共中央機關、政府機關、後勤部門等組成第二野戰縱隊；10月17日，彭率領紅三軍團從雩都出發，開始長征:103。10月初，博古等中共中央和中央革命军事委员会领导人决定放弃中央苏区，将中央红军主力及中共中央机构向西转移至湖南西部与红二、六军团会合，这一决定未经中共中央政治局讨论。中共中央、中革军委率中央红军主力红一、三、五、八、九军团及机关直属队共8.6万余人，从福建长汀、宁化、江西瑞金、兴国等地开往雩都县集结。

#### 长征
1934年10月18日傍晚，中央红军直属机关及一、三、五、八、九军团从江西雩都县渡过贡水，迈出了长征的第一步，彭德怀的红三军团与林彪的红一军团作为红军的前锋:433。随后，红军接连突破四道封锁线，但伤亡惨重。湘江战役之后，出发时的八万余中央红军仅剩下3万餘人。12月上旬，红一方面军从广西老山界翻越了越城岭。12月16日，彭率紅三軍團主力向贵州黎平县前進:110。中共中央於黎平会议召開政治局會議，肯定毛泽东關於向敵人薄弱的贵州进军的正確主張，否定「左」傾機會主義領導去湘西与二、六军团会合的錯誤意見，作出《關於在川黔邊建立新根據地的決議》:110。
1935年1月5日，红三军团急行军前往乌江:112。1月7日，红一军团二师和干部团智取遵义城，随后主力进城:113。1月15日至1月17日彭出席中共中央于遵义召开的政治局扩大会议:113，彭在遵义会议上拥护毛泽东的主张，因军情紧急只参加了一天会议:74-75。1月29日－5月9日，毛泽东指挥红一方面军“四渡赤水”以摆脱围追堵截。在二渡赤水后的遵义、娄山关战斗中，彭率领红三军团担任主攻并攻占了两处。2月27日，红三军团参谋长邓萍阵亡:117。1月30日（一渡赤水后的第二天），红一军团林彪和政委聂荣臻致电总司令朱德，内容包括“自西渡赤水后，部队走小路爬高山绕道太多”。由于毛泽东来回调动部队，且红一方面军在土城战斗、鲁班场战斗、习水战斗等皆表现不佳，不少干部和士兵尤其对路走多了有意见。

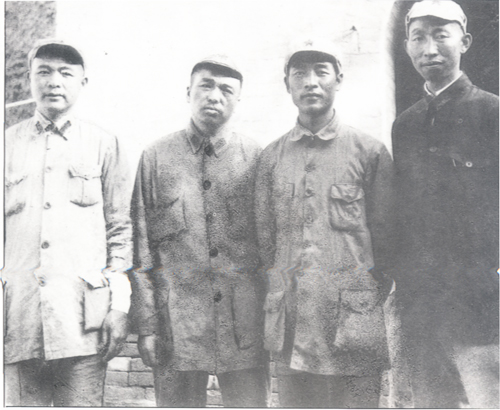
1936年，徐海东、彭、彭雪枫、郭述申在陕北

1935年5月初，中革军委决定分三路抢渡金沙江，林彪所部受令从龙街渡口渡江，其先头红一师在渡口折腾了两天因水流太急和无器材架桥设桥失败，由于林彪和师长李聚奎沟通不好，林少有的骂了娘，冷静下来听取报告后他向军委反映。5月11日，林彪当着聂荣臻、左权、罗瑞卿、朱瑞的面打电话给彭：“现在的领导不成了，你出来指挥吧。再这样下去，就要失败。我们服从你领导，你下命令，我们跟你走。”彭不答应:79。
1935年5月12日，彭出席於會理城外鐵廠召開的中央政治局擴大會議，會議首先批評林彪在給中央寫的信中提出要毛、周、朱隨軍主持大計，請彭出任前敵指揮的要求:122。林彪把信给聂荣臻、参谋长左权、朱瑞和罗瑞卿看过后让他们签名，都被拒绝，他就签了自己的名发上去。彭考慮大敵當前，需要維護黨的團結，未申辯；只就自己未打好魯班場和習水兩戰作自我批評，並批評林彪的信説：「遵義會議才選出新的領導，這時又提出改變前敵指揮是不妥的，特別是提出我，則更不適當。」:122。会上，毛泽东批评彭右倾，说林的信（和刘、杨的电报）是彭鼓动起来的。毛称林彪“你是个娃娃，你懂得什么？”在1959年庐山会议時，毛澤東在一次中央常委會上重提此事，當時林彪聲明説：「那封信與彭德懷無關」，他寫信「彭德懷不知道」:122。周恩来、朱德等发言支持毛泽东，会议决定立即北上同红四方面军会合。
1935年6月12日，紅一軍團先頭部隊在夾金山達維之間與紅四方面軍先頭部隊會師；6月16日，彭收到指示：红军进至懋功地域，已与红四方面军取得实际会合；6月26日，彭出席两河口中央政治局会议:124。7月21日，彭收到中革軍委關於一、四方面軍各軍會合後組織、番號、幹部任命的命令：組織前敵總指揮部，徐向前任總指揮，陳昌浩任政委，葉劍英任參謀長；紅一方面軍一軍團改為一軍，軍長林彪，政委聶榮臻，參謀長左權；三軍團改為三軍，軍長彭德懷，政委楊尚昆，參謀長蕭勁光；五軍團改為五軍，軍長董振堂，政委曾日山（代），參謀長唐立槐；九軍團改為三十二軍，軍長羅炳輝，政委何長工，參謀長郭天民；紅四方面軍第四、第九、第三十、第三十一、第三十三軍五個軍番號不變:125-126。8月21日，彭率红三军从右路军由毛儿盖跟行:126。9月初，彭率红三军抵巴西:127。在此期间，彭支持毛泽东的北上主张，反对张国焘的南下主张。9月9日上午，张国焘从阿坝致电徐向前、陈昌浩转周恩来等，坚持南下，拒绝执行中央北上方针:128。叶剑英立即报告了毛泽东:203。晚上中共中央于三军司令部召开紧急会议:128，毛泽东、张闻天、博古随即赶到了三军团驻地巴西，决定率一、三军团单独北上:83。9月12日，彭出席于川、甘边俄界召开的中央政治局扩大会议:128。会议决定将一、三军团、中央纵队改编为中国工农红军陕甘支队，彭为司令员:128。随后彭与毛泽东等率陕甘支队突破腊子口、翻越六盘山，于10月19日到达吴起镇，与红十五军团会合:54。11月3日，彭任西北革命军事委员会副主席兼任中国工农红军第一方面军司令员:130。11月20日:131，彭协同毛泽东、周恩来指挥直罗镇战役:85。12月，中共中央召开瓦窑堡会议，确定抗日民族统一战线，并派遣红军东征山西。
1936年1月17日，中共中央政治局常委會議根據張聞天提議，決定彭、林育英到中央政治局工作；會議還決定毛澤東、彭、林育英、何凱豐隨紅軍主力行動:136。1月19日，彭派李克農同高福源前往洛川會見張學良:137。1月31日，彭於延長出席軍事委員會會議，決定正式組成中國人民紅軍抗日先鋒軍，彭任總司令，毛澤東任總政委:138。2月20日，彭指揮中国人民红军抗日先锋军即一軍團和十五軍團分別從綏德的溝口和清澗縣的河口強渡黃河:139。阎锡山一面加強太原的防守，急電蒋介石支援；一面向兑九峪增援:141。蔣介石调陈诚、汤恩伯、关麟征的中央军进行阻击。中共中央在红军获取物资后，随即撤回东征部队返回陕北，历时75天的东征结束:435:87。此次東征共殲敵7個團，俘敵4,000餘人:143。5月18日:144，彭任西方野战军司令员兼政治委员，率部西征宁夏、陇东，消灭马鸿宾主力，迎接第二、第四方面军北上会师:88-90。11月19日，彭趕赴山城堡布置對敵作戰:164。12月7日，彭被任命為中央革命軍事委員會主席團成員:166。

### 抗日战争
1937年1月1日，彭收到中革軍委主席團命令：紅軍及地方部隊停止進攻中央軍及馬鴻逵等部:169。2月15日，彭收到毛澤東指示：任命左權為前敵參謀長，陳光代理一軍團長；2月中旬，彭收到毛澤東電：秘密地準備出三分之一力量向西增援，在一周內行動:172。

#### 初期抗战

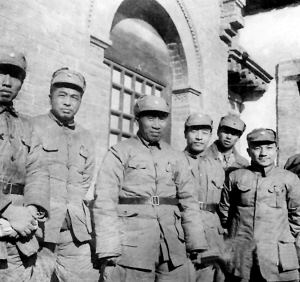
1938年，山西洪洞县马牧村八路军总部合影，自左起分别为左权、彭、朱德、彭雪枫、萧克、邓小平

1937年七七事变後，7月14日彭收到中共中央軍委主席團令，令即以軍為單位改組紅軍為國民革命軍，加強抗日教育及軍事訓練，限十天準備完畢，待命出動:177。8月22日，蔣介石委任朱德、彭為国民革命军第八路军總、副指挥:178。8月23日，彭任中央军委前方分会副书记，朱德為軍分會書記:179。彭被授予中华民国国民革命军中將军衔。8月25日，中共中央革命軍事委員會命令：根據與國民黨談判結果，宣布紅軍改名為國民革命軍第八路軍，紅軍前敵總指揮部改編為八路軍總指揮部，以朱德為總指揮，彭為副總指揮；同日朱、彭通電就職:179。9月5日彭与周恩来、林彪、徐向前抵太原:99，9月7日彭與周恩來、徐向前赴代縣太和嶺同第二战区司令长官阎锡山会商作戰計劃及红军参战事宜:179。9月11日，國民政府軍委會着八路軍改為國民革命軍第十八集團軍（後仍習稱八路軍），朱德任總司令，彭任副總司令:179-180。随后，彭又协助朱德部署平型关战役和八路军配合忻口战役等行动:100-102。11月26日彭抵達延安:187，参加中央政治局会议（十二月会议）:103。11月，朱、彭向毛澤東、周恩來報告：八路軍兩月來傷亡實數近2,500人:188。

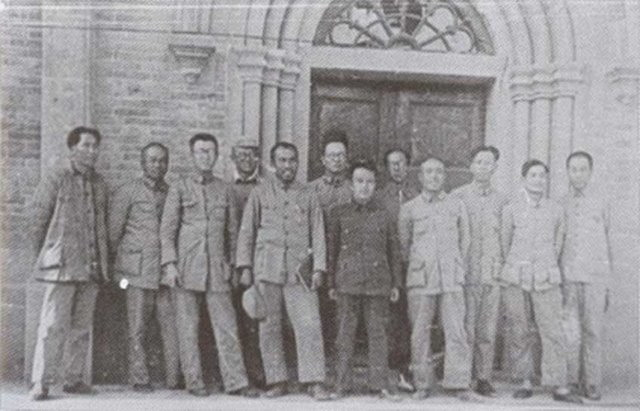
1938年秋，中共六屆六中全會主席团成员合影，左起毛澤東、彭、王稼祥、張聞天、朱德、博古、王明、康生、項英、劉少奇、陳雲、周恩來

1938年1月12日，第十八集團軍總司令部（以下簡稱集總）向全軍發出「堅持華北」，「與華北共存亡」的號召:191。1月15日，彭与朱德、贺龙、刘伯承、林彪赴洛阳参加蒋介石召集的第二战区师长以上干部会:150。会后彭应蒋介石之约在武昌与蒋会谈八路军支援徐州会战问题:175。2月5日，日本軍集主力夾攻徐州，朱、彭令一二九師支隊襲擾津浦路，令聶榮臻派呂正操部3,000人沿滄州石家莊路北東進，宋任窮率軍東出冀南游擊破路，聲援徐州会战；2月20日，朱、彭命八路軍主力開始向正太路、同蒲路進攻:193。3月2日，彭任第二战区东路军副总指挥:108，并参与指挥东路军各部粉碎日军的九路围攻，消灭日军4,000余人，收复县城18座:109-110。4月3日，彭向中央報告八路軍武裝數目：有步槍25,000枝，馬槍2,200枝，重機槍108挺，輕機槍750挺，迫擊炮50門等；估計到年底可能增加步槍20,000枝:200。随后，彭又参与部署八路军第四纵队进军冀东、129师进军冀南、120师进军冀中等事宜:111。9月11日彭經西安赴延安，9月29日至10月26日出席中共擴大的六屆六中全會:205。11月9日，彭同朱德同任中共中央北方局常委，楊尚昆為北方局書記:207。12月24日，彭到西安會見蔣介石，蔣稱汪精衛主和，已出走到安南，約彭到重慶詳談；12月28日，彭在重庆会见蒋介石:208。
1939年2月22日，彭與劉古風晚間通過敵嚴密封鎖線赴冀南，準備與鹿鍾麟會談:211。随着八路军武力在华北发展，而冀察战区总司令、河北省政府主席鹿钟麟又力图恢复国民政府在华北的统治，导致国共双方不断摩擦:112。6月上旬，彭在遼縣下莊八路軍駐地與鹿鍾麟會談:213。彭提出解决河北八大纲领，但未得要领而返。之后，华北地区的国共矛盾激化，最终导致八路军在1940年采取全面行动，将国军逐出河北:469。
1940年4月1日，彭令各部從4月10日起開始動作，加緊有計劃大破壞日本軍主要交通幹線：聶榮臻負責滄石線以北津浦、平汉路及正太路，劉、鄧負責滄石路以南，賀龍、關向應負責同蒲北段，徐向前、朱瑞、陳光、羅榮桓負責胶济、津浦路；後因抽調數萬人南下支援新四軍，計劃未能實施:227-228。4月中旬，朱德從總部動身赴洛陽，與衛立煌會談後回延安；此後八路军前方总部工作由彭全面負責:228。

#### 百团大战

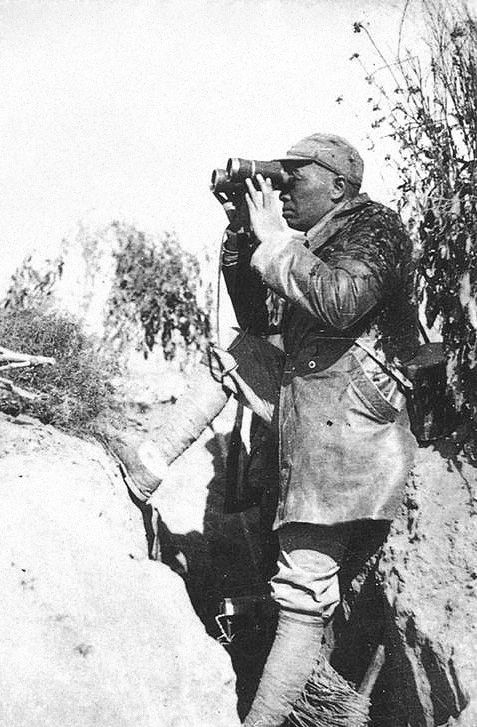
1940年百团大战中，彭在关家垴前线。

1940年8月，彭报告中央后，号令八路军各部准备针对华北日本占领军交通线、据点、封锁沟为主的进攻战役。战役最早由8月20日晚开始的华北交通要道大破袭战開始，八路军在正太铁路上以10幾倍優勢兵力同時出擊:234。8月22日，彭同左權電告各兵團：在正太战役中，我使用兵力達到約百個團，20日晚開始戰鬥後，序戰取得勝利；八路軍總部正式定名戰役為「百團大戰」:234。9月10日，百團大戰第一階段結束，毁壞2/3正太路，井陘煤礦嚴重破壞，娘子關兩度攻占；殲敵偽6,700餘人，破壞鐵路600餘里、公路1,500餘里:235-236。至9月下旬为止，破壞北寧鐵路、平綏鐵路、平漢鐵路、津浦鐵路:129。在第二阶段时期，除暂留约10个团兵力继续阻挠道路和桥梁的修筑，主力则把战斗对象转移到铁路交通线两侧的日本守军与被抗日根据地包围的日军据点，目的是巩固并扩大战果，其中以榆辽战役、涞灵战役最为激烈:133。日军也投入使用了战争公约所禁止的毒气与生物武器展开反扑，战争也进入相持阶段。
1940年10月1日至10月2日，因日本軍增援過眾，八路軍力量疲勞，彭令各兵團結束第二阶段作战:237。随后，八路军参战各部按照总部的要求进行休整，以利进行下一阶段的作战。为回应八路军的百团大战，日本军队开始将各地的机动兵力集结于华北地区，对抗日根据地进行报复性“扫荡”，借以迫使八路军退出华北交通要道，先后对太行山地区、太岳地区、晋察冀边区、晋西北等地进行扫荡:135。此后由于日军大兵压境，各根据地的反“扫荡”战斗仍在继续；另一方面，由于此时的国共关系特别紧张，毛泽东和中央军委要求“百团大战对外不要宣告结束”，继续对日作战:137。12月5日，十八集團軍總司令部宣布百團大戰基本結束：大小戰鬥1,800多次，殲敵偽軍45,000餘人，攻克據點2,993個，破壞鐵路940餘里、公路3,000餘里，橋樑、車站、隧道260餘處，煤礦5處:241。到1941年1月24日，八路军击退日军扫荡，百团大戰正式宣告结束。
百团大战打响後彭得到中共中央的嘉奖，事后还荣获国民政府颁发的奖章和蒋介石亲自发出的嘉奖令:134。但后来彭也一度受到毛泽东等人的批评，认为彭没有执行毛泽东的抗战相持时期的军事战略（即“山地游击战为主，可能条件下进行阵地战，避免决战”），打成了“消耗战”，过早的暴露和不必要的牺牲了中共领导的一些抗日力量。为此彭在华北座谈会上被批了四十天:170-171:86。文革中挨批时造反派材料中出现了“彭德怀干这么大事也不和我商量，我们的力量大暴露了，后果将是很坏”的说法。当代予以平反，不过现代报道有说法提到刘伯承对彭的“临机专断”有看法。

#### 太行反扫荡
1941年1月20日，中共中央政治局會議決定成立中央軍委主席團，由毛澤東、朱德、彭、周恩來、王稼祥組成，處理軍委實際工作:244。4月16日，中央军委决定组织华北军委分会，彭被任命为副主席。
百團大戰后，日軍推行治安强化运动:140，调回20余万部队，在華北日軍兵力達到47万，並集中了傀儡政權中投入戰場的全部軍隊，先后共调集60万日军以及90万伪军，发动了五次“治安强化运动”:1208。為應對中國共產黨方面的遊擊戰术，採用了“保甲制度”來斷絕共產黨軍隊與當地民兵的接觸，設立無人區，進行三光政策，甚至時常使用違反國際法的生化武器來作戰:107-122。共產黨面對日軍掃蕩壓力下，全军退入山区和乡村，化整為零保留實力，并积极开展山地及平原游击战迟滞和消耗日军锋芒。1942年5月，日军针对八路军总部所在的太行山区发动扫荡，彭率总部机关在激战后突出重围，但八路军副参谋长左权在战斗中阵亡:152。
1942年，中共中央決定以彭、羅瑞卿、陸定一、周桓、滕代遠、楊立三為野戰政治部黨務委員會委員，羅為書記:276。1月8日，彭发表《克服困难争取胜利》一文，向华北抗日军、政、民提出实行精兵、简政、增加生产三项号召:261。8月1日，毛澤東來電：北方局以彭為书记:271。彭统一领导对敌斗争、整风学习、大生产和减租减息运动，实行精兵简政，领导华北军民渡过抗日战争最艰苦的阶段。
1943年1月，彭发表《关于敌战区与游击区的工作》一文，提出武装工作队的任务、组织和活动方式。9月，彭回延安参加整风运动，以后即在延安参加整风学习和协助毛泽东、朱德指导华北敌后抗战:169-170。
1944年8月6日至9日，彭对美國政府軍事观察组作题为《八路军七年来在华北抗战的概况》3次谈话，讲述八路军七年抗战历程和战果:291。1945年6月19日，彭在中共七届一中全会上当选中央政治局委员:299。1945年8月，彭任中共中央軍委副主席:173。8月20日，中共中央書記處會議決定彭任中共中央军委总参谋长，葉劍英任副總參謀長:9。中國抗日戰爭结束后，彭成为首批被国民政府授予抗战胜利勋章的军事将领之一。

### 第二次国共内战

#### 保卫延安

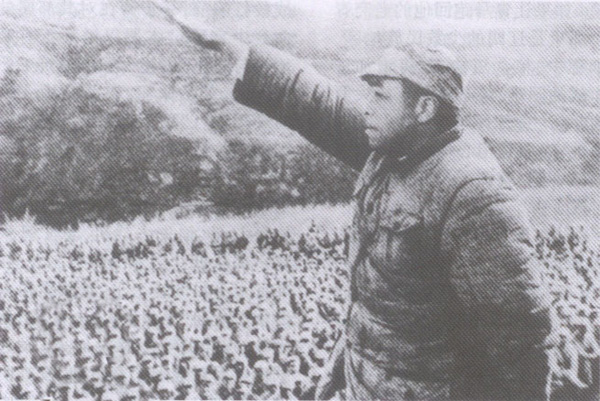
1948年，宜川瓦子街战役后，彭德怀动员解放军向西府陇东进军。

第二次国共内战时期，彭作为中共中央军委副主席兼总参谋长，协助毛泽东、朱德等指挥全国的解放战争:173。1946年11月、12月，彭前往延安南部和晋绥，指导保卫延安的若干事宜:175。
1947年3月13日，胡宗南集中2個整編軍、6個整編師15個旅14萬兵力，分由洛川、宜川向延安重点进攻:334。在此情况下，彭主动向中共中央请缨，率领西北野戰集團军主力保卫延安。3月16日，彭被任命为西北野战兵团司令员兼政治委员，直接指挥西北战场作战:178。中國共產黨调动5,000兵力，憑藉地雷和伏地堡壘頑強抵抗，国军19日攻入延安，中共中央主動從延安撤退:179。3月25日，彭指挥青化砭伏击战，全歼国军31旅旅部及九十二团，并俘旅长李纪云以下2900余人:182。4月14日，指挥羊马河伏击战，歼灭国军135旅4700余人，俘虏旅长麦宗禹:185。5月2日黃昏，彭指揮蟠龍攻堅戰；5月4日，歼整編167旅旅长李昆岗以下6,700余人，缴获大批物資、面粉和弹药:343。号称“三战三捷”:188。5月下旬，彭与习仲勋率主力进攻陇东，打击马鸿宾部，收复环县、定边、靖边、安边等地:189。7月，彭任中国人民解放军副总司令:192。7月31日，中央軍委來電，同意以彭、習仲勛、張宗遜、王震、劉景范組成西北野戰軍前委，彭為書記；西北野戰兵團定名為西北人民解放軍野戰軍，彭為司令員兼政委，習仲勛為副政委:348。随后，为引诱国军北上，彭北上进攻榆林，在沙家店战役中歼灭国军整编第36师师部及165、123旅6,000余人，被中国共产党方面认为是西北战局从转向“战略反攻”的转折点。

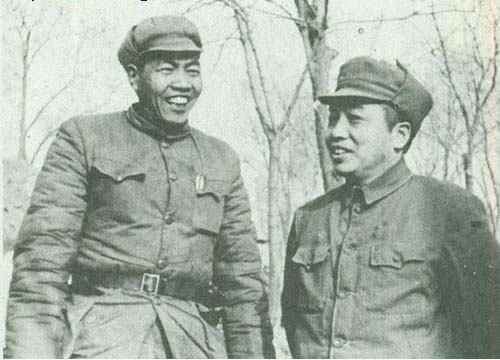
1949年2月，第一野战军司令员彭和副司令员张宗逊在西北前线

#### 攻占西北
1947年10月，彭发动延清战役:198，10月11日俘虏整编第七十六师师长廖昂:357。自10月22日至10月24日，彭第二次攻打榆林，至10月31日全部肅清榆林外圍據點；11月2日野戰軍強攻榆林未遂:359。12月，彭参加中共中央在米脂县杨家沟召集的会议，同时开展新式整军运动:199。
1948年2月，西北野战军开展宜瓦战役，歼灭国军第24旅、第47旅、第53旅、第61旅、第31旅旅部5个旅29480人，击毙国军整编第29军军长刘戡和整编第90师师长严明:207。4月21日，西北野戰军收复延安:374。随即，彭发动西府陇东战役，在第一阶段顺利攻占宝鸡:209，然而却在第二阶段在胡宗南和马步芳的夹击下遭受惨重失败:210:517。5月12日，西府、隴東戰役結束，共計殲敵21,000餘人:375。5月13日，彭同張宗遜、趙壽山覆電陳賡等：胡、馬兩部密切配合，使我兩三天無休息時間，故不能在隴東、麟游地區站穩腳；撤出寶雞後部隊相當疲勞，主力須休整一月；陳部出陝南，當令三縱向渭北行動配合:375。8月12日，澄合战役結束，野戰軍收復韓城、合陽、澄城，歼敵近萬:379。10月6日荔北战役開始，10月14日結束，歼灭国军25,000余人:383-384。11月，为配合中共的“三大战役”，彭发动西北冬季攻势，歼灭国军24,960人:213-214。
1949年1月24日，彭同張宗遜、趙壽山向中央軍委報告：西北野戰軍改為中国人民解放军第一野战军，縱隊改為軍，旅改為師；暫不成立兵團；自2月1日起啟用新番號:393。3月5日至3月13日:395，彭出席在西柏坡召开的中共七届二中全会:216。随后，彭接替病重的徐向前指挥太原战役，于4月24日攻占太原，歼灭国军135,000余人:217。之后，彭率第18、19兵团加入西北战场，于5月20日会同贺龙部占领西安，并击退胡宗南联合二马的反攻:218。7月10日開始扶眉战役，歼灭国军4个军4.4万余人:402-403。8月，彭指挥兰州战役，歼灭马步芳主力27,000余人，攻占兰州城:224。随即，一野部队攻占西宁、银川，扫荡河西走廊，数十年据有甘、宁、青三省的回军消灭:526。9月26日，新疆警备总司令陶峙岳和新疆省政府主席鲍尔汉接受中国共产党提出的8项和平条件，率领所部7万余人在迪化分别通电归附中国共产党，新疆不战而和平易手:225。

### 中华人民共和国成立后
1949年9月21日至9月30日，在北平的中国人民政治协商会议第一届全体会议上，彭当选为中央人民政府委员，中國人民政治協商會議全國委員會委員；10月19日，在中央人民政府委員會第三次會議上，彭被任為中國人民革命軍事委員會副主席:414。10月1日，中华人民共和国中央人民政府成立:414。12月2日，彭被中央人民政府委員會第四次會議任命為西北軍政委員會主席，習仲勛、張治中為副主席，委員王震等41人:421。12月17日，奉中國人民革命軍事委員會命令，中國人民解放軍新疆軍區正式成立，彭為軍區司令員兼政治委員，王震為第一副司令員（兼），陶峙岳為第二副司令員，賽福鼎為第三副司令員:422。彭任中共中央西北局第一书记、西北军区司令员，负责恢复发展经济和农业生产、交通建设、调查研究、团结少数民族等工作:228-230。
1950年1月19日，西北軍政委員會發布成立布告，「自本會宣告正式成立之日起，陝甘寧邊區政府即行結束。」:4269月5日，彭被中央人民政府任命兼西北軍政委員會財政經濟委員會主任:438。

#### 朝鲜战争

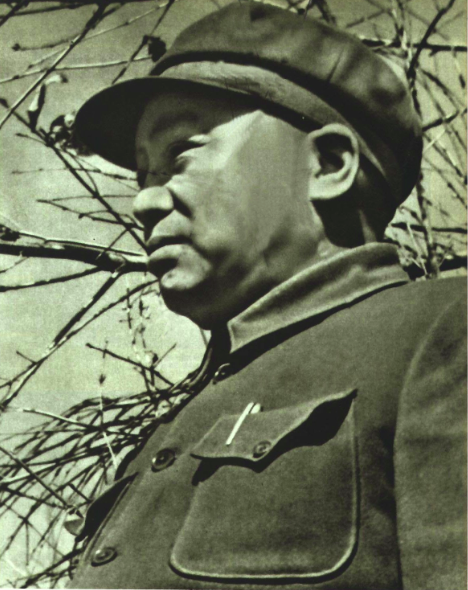
1951年彭在朝鲜战争前线

1950年北朝鮮发動朝鲜战争，9月15日聯合國軍在韩国仁川登陆，10月9日越过“三八线”，在北朝鮮和苏联请求下毛泽东决定出兵朝鲜半島，林彪、粟裕因病未成为军队统帅。10月4日，彭抵達北京，由中央辦公廳接至中南海頤年堂參加中央政治局討論出兵援朝的會議，晚上住北京飯店309號房間:440-441。10月5日，鄧小平受毛澤東委託接彭到中南海，毛澤東當面與彭談擬任命其為志願軍司令率兵援朝，徵求其意見；彭表示服從中央決定:441。10月8日，毛澤東發布命令，將東北邊防軍改為中國人民志願軍，迅即向朝鮮境內出動；任命彭为中国人民志愿军司令员兼政治委員:441。10月19日17时30分在安东入朝指挥作战。彭乘吉普車首先跨過鴨綠江，抵達朝鮮邊境城市新義州，與朝鮮外務相朴憲永會合:444。10月，彭利用美军及韩国军队分兵进攻的机会，发起第一次战役重創美国和韩国军队，美韩军队退回清川江以南。11月24日，志愿军在彭的命令下主动放弃阵地，采取主动示弱，在占据优势的情况下故意采取“增兵减灶”的戰術引诱美军深入，而误以为是对志愿军后方的空袭产生了效果，迫使志愿军后撤的麦克阿瑟命令美军和韩军展开全面进攻，以左翼的美第八集團軍与右翼的美第10軍为首发起了全线进攻。当美军进入志愿军的包围圈後，彭下令志愿军发起第二次战役，志愿军将美第八集团军击退至“三八线”。10月，毛泽东派其精通俄語、英語及法語的兒子毛岸英擔任彭的機要祕書兼翻譯，任職於大后方的本部內。11月25日，美國飛機投下凝固汽油彈，炸毁志願軍司令部作戰室，司令部翻譯毛岸英和參謀高瑞欣二人當場死亡，彭幸免於難:450。彭感到十分愧疚，但在毛澤東的安撫下，彭開始擺脫心結。之后志愿军又发起第三次战役，突破“三八线”，攻占汉城，一直进攻至“三七线”。
此后，由于对前线情况了解不够充分，而前阶段又取得了胜利，毛泽东命令彭继续进攻，毛的这个判断后被认为是失误的。彭多次陈述志愿军经过长时间的作战已经十分疲劳，加上后勤供给在完全没有空军保障的情况下遭受美军轰炸损失严重，前方战士的粮弹已经出现短缺的实际情况，尤其是因为入朝鮮作战的仓促，很多士兵没有发到冬衣，在朝鲜的严寒环境下出现大量的非战斗减员，导致战损比增大等实际情况，甚至亲自到北京向毛陈述不能继续深入的理由，然而被毛拒绝，要求必须继续进军，无奈之下彭只得命令志愿军继续深入韩国南部。

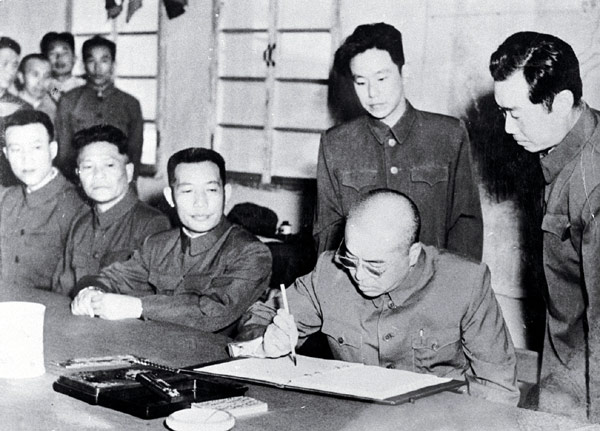
1953年，彭签署朝鲜停战协定。

1951年1月志愿军发起第四次战役，横城反击战取得胜利，之后在砥平里战役中失利，为了避免陷入被动，志愿军开始主动后撤，联合国军取代麦克阿瑟担任总司令的李奇微发起反击计划，志愿军一面撤退，一面通过阻击战迟滞联合国军的前进，伤亡惨重，並退回“三八线”。2月21日清晨抵安東，下午1時乘專機抵北京西郊機場，彭赴西郊玉泉山毛澤東別墅，不顧毛澤東午睡、警衛人員勸阻，喚醒毛澤東並滙報前線戰況及志願軍的許多嚴重困難，請中央迅速設法解決，毛澤東稱：「根據現在情況看來，朝鮮戰爭能速勝則速勝，不能速勝則緩勝，不要急於求成。」:4804月，志愿军发起第五次战役，向南进攻联合国军，歼灭8万多联合国军，为五次战役中歼敌最多的一次。但志愿军本身也承受了极大的伤亡，特别是在后期的撤退行动中。最终志愿军撤回“三八线”，在铁原一线经过与联合国军的血战阻止住联合国军。之后，双方转入了持久的阵地攻防战。7月10日双方开始停火谈判。
1952年4月7日，彭离开桧仓前往平壤与金日成告別:527。4月12日，彭由天津乘火車到北京，4月15日秘密住进北京医院治療:527。术后5月5日出院，中共中央决定彭接替周恩来主持中央军委工作:527。邓华代理志愿军司令员兼政委。
停火谈判持续长达两年时间，其间大小战役不断，均为双方在三八线附近的拉锯战，包括白马山战役和著名的上甘岭战役（美国称为三角高地战役）、金城战役等等，双方均伤亡惨重。1953年7月27日，雙方談判代表團在朝鮮板門店簽署《朝鮮停戰協議》和《關於停戰協定的臨時補充協議》兩個文件；7月28日上午，彭到开城朝中停战谈判代表团辦公地松岳堂，在《停战协定》和《关于停战协定的临时补充协议》上正式签字，8月1日離開平壤，8月2日到安東赴沈陽:554。9月12日，彭在中央人民政府委員會第二十四次會議上作《关于中国人民志愿军抗美援朝工作的报告》:558：“西方侵略者几百年来只要在东方一个海岸上架起几尊大炮就可霸占一个国家的时代是一去不复返了，今天的任何帝国主义的侵略都是可以依靠人民的力量击败的。它也雄辩地证明：一个觉醒了的、敢于为祖国光荣、独立和安全而奋起战斗的民族是不可战胜的。” 朝鲜战争交战方正式停战。7月31日下午，朝鲜民主主义人民共和国最高人民会议常务委员会在平壤召开，授予彭“朝鲜民主主义人民共和国英雄”的最高榮譽，彭致謝詞:554。8月11日，彭到北京:555。1954年9月5日，彭辭去中國人民志願軍司令員職，由鄧華任司令員，楊得志、楊勇任副司令員:576。

#### 1954年至1958年

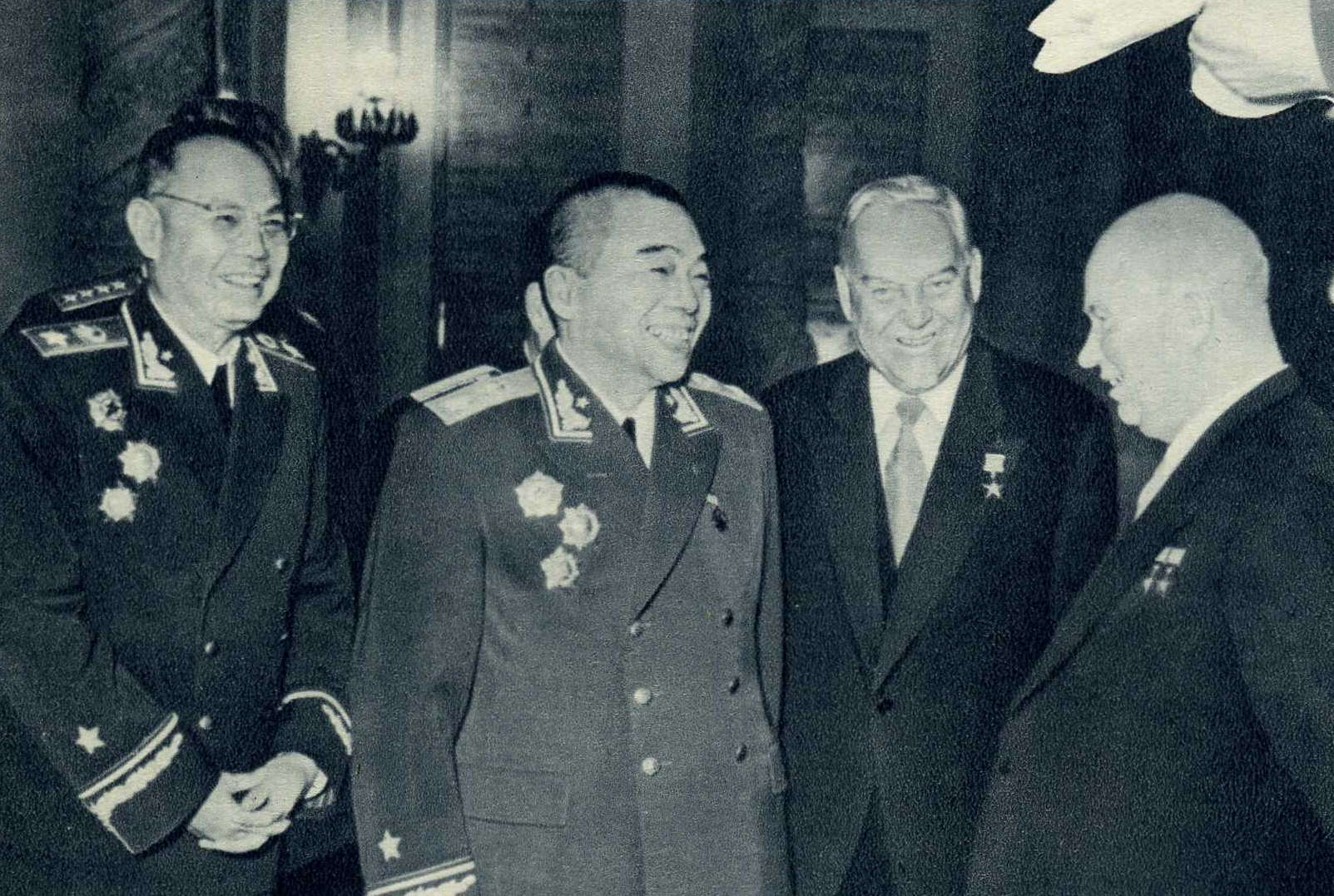
1958年，叶剑英、彭德怀、尼古拉·布尔加宁和赫鲁晓夫

1954年9月28日，中共中央政治局決定組成中共中央軍事委員會，彭德懷為委員，負責軍事委員會日常工作:577。9月29日，毛澤東根據第一屆全國人民代表大會第一次會議決定，任命彭為国务院副总理兼国防部部长和国防委员会副主席:577。1955年9月27日，毛澤東在北京懷仁堂將中华人民共和国元帅军衔的命令狀授予朱德、彭等10位元帥，接着又授予八一勛章、獨立自由勛章和解放勛章三種一級勛章:606。1956年，彭主张建立专业化的军队，将司令員的指挥权定在政委之上:67-68。中共中央军委主席毛泽东对此反对，但是此时他的焦点放在刘伯承和罗荣桓两人身上。彭最终在毛的支持下击倒了刘伯承，但也使得军队中对他产生了怨气。而到了1958年毛也说服了彭确立主官政委并立的制度:89。
由于在战略预备队等问题上和粟裕累积起来的意见不和，彭对粟裕每周向军委主席毛泽东汇报一次都不满，粟在报告写上“彭副主席转报毛主席”，彭说“我不是你的通讯员”，不写，又说粟是越级告状，粟的计划也长时间得不到批复，曾经打算请辞总参职务未获准。1957年苏联的朱可夫元帅被解职后，毛泽东也开始担忧将领拥兵自重，打算整顿军队，在这种背景下。1958年，在毛泽东的支持下，彭连同陳毅、聂荣臻、黄克诚等人在军委扩大会议上对粟裕进行了极不公正的批判，粟裕被扣上了“资产阶级个人主义”、「裡通外國」的帽子，直到粟裕逝世十年後，於1994年才得以彻底平反。至今《彭德怀全传》还说粟裕擅权布置打马祖列岛，是严重的错误。

#### 1959年至1965年
1959年4月24日，彭應波蘭、德意志民主共和國等7個國家國防部和蒙古人民共和國軍事和公安部邀請，彭率领中国军事友好代表团与王树声、杨得志、肖华等20余人乘飞机从北京出发经莫斯科飞往波兰华沙，先后访问了波兰、德意志民主共和国、捷克斯洛伐克、匈牙利、罗马尼亚、保加利亚、阿尔巴尼亚、苏联、蒙古人民共和国:726。5月29日至30日，彭访问阿尔巴尼亚期间，和赫鲁晓夫及阿尔巴尼亚领导人霍查、谢胡、列希、巴卢库出席了在地拉那的“游击队宫”举行的宴会。
彭个性直爽、冲动，敢于毫无顾忌地发泄自己的不满，1959年7月14日，在江西庐山召开的当年的中央政治局扩大会议期间，他写信给毛泽东。信中首先肯定1958年“大跃进”的方針是正確的，但接著彭指出了“大跃进”的问题：“浮夸风气较普遍地滋长起来”、“小资产阶级的狂热性，使我们容易犯左的错误”。彭德怀在信中说：“1958年的基本建设，现在看来有些项目是过急过多了一些，分散了一部分资金，推迟了一部分必成项目，这是一个缺点”，“1959年就不仅没有把步伐放慢一点，加以适当控制，而且继续大跃进，这就使不平衡现象没有得到及时调整，增加了新的暂时困难”；最后他指出：“我觉得，系统地总结一下我们去年下半年以来工作中的成绩和教训，进一步教育全党同志，甚有益处。其目的是要达到明辨是非，提高思想，一般的不去追究个人责任。反之，是不利于团结，不利于事业的。”:358-3617月19日，中国人民解放军总参谋长黄克诚和中共湖南省委第一书记周小舟发言支持彭德怀:363-364。7月21日，外交部副部长张闻天作了三个小时发言，用了更精确的理论术语批评大跃进、人民公社化的左倾错误，主张发扬党内民主，支持彭德怀。
这封信遭到毛泽东估判与批评。彭德怀跟毛泽东起了冲突，忍不住回敬：“在延安你操了我四十天娘，我操你二十天娘行不行？”随后，原本主张“纠左”的毛澤東转而批判“彭德怀反党集团”。1959年8月1日，林彪称彭這一次寫信是“招兵買馬，是阴谋家、野心家、伪君子”:746、“是冯玉祥式的人物。”随后毛泽东对“冯玉祥式的人物”进行解释，对彭说：“人们只看到你简单、坦率、心直口快，初交只看到这一面。久了，就从现象看本质。弯弯曲曲，内心深处不见人。人们（林彪）说你是伪君子，像冯玉祥。真伪有矛盾。不能说全部假，对敌斗争是真的。心中很严重的东西不拿出来。”刘少奇以“魏延的骨头、朱可夫的党性、冯玉祥的作风……一个一贯反党的伪君子，企图搞军事政变！”批判彭德怀。
1959年9月8日，彭接到軍委擴大會議秘書處通知：「主席團決定，為了使你有時間作檢討，這幾天你可以不參加大會。大會發言稿將全部送你。待你的檢討發言稿準備好了，再來參加。」:7509月11日，毛澤東在軍委擴大會議和外事會議（批判張聞天）與會人員聯席會上講話，説彭「居心不良，走到他的反面。……從來就不是馬克思主義者……是資產階級分子、投機分子混在我們的黨內來。……絕不可以背着祖國里通外國」:750。最后，彭与黄克诚、张闻天、周小舟等人被打成“彭、黄、张、周反党集团”；彭本人被诬陷为“里通外国”，定为“彭、黄、张、周反党集团”的首要分子，被严厉批判。会议后，“反右倾运动”再次展开。9月17日，根據國家主席劉少奇簽署的主席令，彭被免去国防部长职务:750。職務由林彪接任。9月30日，彭舉家從中南海永福堂搬到北京西北郊挂甲屯吴家花园居住:750。屯田六年，自食其力。
1961年10月下旬，楊尚昆轉達毛澤東指示：「他（彭德懷）願到哪裡去都可以，半年也行。」:76410月30日至12月26日到湖南湘潭县家乡调查，将所写的5个调查材料送中央参考。11月4日至11月7日，彭在家裡接待探望和來訪的基層幹部、群眾、教師、親戚、朋友，在群眾面前説話處處維護毛澤東的威信:765。
1962年1月11日至2月7日，中共中央在北京舉行擴大的工作會議（又稱七千人大會），國家主席劉少奇代表中共中央作書面報告和講話，稱彭德懷同志「信中所説的一些具體問題，不少還是符合事實的。一個政治局委員向中央的主席寫一封信，即使信中有些意見是不對的，也不算犯錯誤」，又稱「長期以來，彭德懷同志在黨內有一個小集團，他參加了高崗、饒漱石反黨集團……是這個集團的主要成員……都有國際背景……背着黨中央進行派別活動……所有人都可以平反，唯彭德懷同志不能平反」；毛澤東插話：「只要不是裡通外國。」:7716月16日，彭為了說明歷史問題，寫完給「主席並中央」的信（即「八萬言書」）:772。9月24日至9月27日:776，十中全會上，批判所謂彭德懷反黨集團的「新的進攻」，毛澤東給彭加了一個新頭銜—「修正主義分子」；全會決定成立彭德懷專案委員會和習仲勛專案委員會，對彭德懷和習仲勛等進行審查:777。1964年12月20日至1965年1月4日，在第三届全国人民代表大会第一次会议上，彭被撤销国务院副总理职务:784。
1965年9月，中央工作会议同意第三个五年计划“以国防建设第一，加速三线建设，逐步改变工业布局”的方针。在这个大背景下，考虑到当时的国内外形势，毛泽东认为彭、黄克诚、习仲勋等人不宜留在首都，遂提议把他们挂职下放，分配到外地去。
9月7日，康生在彭、习仲勋专案委员会常委开会时特别讲道：“中央最近分配这些人（彭、黄、习）的工作，我们了解有两方面：一方面更便于我们审查他们的活动，所以我们不要松气（有人插话：他们一出去，就会叫）；二方面还表示希望他们转过来，转不转过来，全看他们自己。”
中央安排彭工作的同时，专案审查委员会搞出了《彭德怀反党问题审查报告》第五稿，认定“彭德怀和黄克诚这些人是反革命、阶级敌人”；黄克诚随即被安排任山西省副省长。
1965年9月23日，被毛泽东请到中南海谈话，毛对其承认“也许真理在你那边”:789，并对在场的其他中央领导同志称“我过去反对彭德怀同志是积极的，现在要支持他也是诚心诚意的。……对老彭的看法应当是一分为二。我自己也是这样。……在我的选集上还保存你（彭德怀）的名字。为什么一个人犯了错误，一定就要否定一切呢？”:790彭最终被派往四川担任中共中央西南局“三线”建设委员会第三副主任一职:789。
1965年11月10日，彭离开北京前一周左右的时间，毛泽东正式批准发表姚文元《评新编历史剧〈海瑞罢官〉》:792。12月21日，毛泽东公开出面讲话，进一步点透了他发动这场大批判的关键意义。他说姚文元的文章很好，但是还没有打中要害：“《海瑞罢官》的“要害问题是‘罢官’。嘉靖皇帝罢了海瑞的官，1959年我们罢了彭德怀的官。彭德怀也是‘海瑞’”。

#### 文革身死
1965年11月30日彭到成都，担任中共中央西南局“三线”建设委员会第三副主任（主管电力、煤炭、石油、燃气），其住处为成都春熙路永兴巷7号:792。1966年6月，在三线建委局以上干部学习《五·一六通知》会上遭批判。
1966年12月，北京地质学院造反派王大宾等红卫兵在江青的授意下，前往四川成都把彭强行绑架后，乘坐火车押回北京。
彭在被关押期间，1967年1月1日，曾向毛泽东写下了最后一封信，在信中他简略地介绍了自己被关押的经过，并称“向您最后一次敬礼！祝您万寿无疆！”这封信由监护点层层上送到周恩来处，他在中央碰头会上宣读后，将信送请毛泽东、林彪和江青阅。毛泽东在中南海看到了彭这封信，拿起一支黑铅笔，在信上画了一个不规整的圈，没有批语，在毛家湾的林彪和江青同一天也都在信上画了圈。
在康生和陳伯達的支持下，1967年7月9日韓愛晶強行針對彭德懷逼供和毆打，聲稱「審鬥會」要「刺刀見紅」，要彭交待“你为什么在庐山会议上写信反对‘三面红旗’？”“你为什么反对毛主席？”彭被「打翻在地」七次，前額受傷出血，第五和十肋骨骨折，李钟奇还当众打彭德怀耳光。 对于此前韩爱晶等指责他“为什么要发动百团大战”、“在华北搞‘独立王国’”，彭打断韩爱晶的话予以反驳。 对于“百团大战”因自己被批斗受牵连 ，彭即使在狱中写“交代检讨”，也肯定了“百团大战”业绩和历史意义，只在具体的指挥上自己没有做得更好进行了严格的自省和检讨。
1974年9月，彭因患直腸癌，身體狀況急劇惡化，去世前他希望見离异的妻子浦安修一面，但當時正在北京師範大學圖書館進行勞動改造的浦安修拒絕見他。10月以後，陷入昏迷狀態。1974年11月29日下午14時52分，在北京的中国人民解放军总医院（三〇一医院）因病去世，享年76岁:852。12月17日遺體運送八寶山火化，骨灰盒上的紙條上寫著化名“王川、男”三個字:852。12月21日，彭的骨灰盒被专案组派人送到成都:852，后保存在成都东郊火葬场。

#### 恢復名譽
1978年，中国共产党宣布为其恢復名誉，受到全面公正的评价。鄧小平稱他「作戰勇敢，耿直剛正，廉潔奉公，嚴於律己，關心群眾，從不考慮個人得失」。
1978年12月22日，彭德怀原秘书綦魁英、警卫参谋景希珍受命护送彭德怀的骨灰乘飞机去北京。中國共產黨第十一屆中央委員會第三次全體會議審查和糾正過去對彭德懷所作的錯誤結論，肯定他對黨和人民的貢獻:853。12月24日，彭德懷追悼大會在人民大會堂舉行:853。中共中央为彭德怀和陶铸共同举行追悼大会，由叶剑英主持。邓小平代表中共中央致悼词：「彭德懷同志是我黨的優秀黨員、老一輩無產階級革命家，是平江起義的主要領導者、紅三軍團的創立者，是我們黨、國家和軍隊的傑出領導人，曾擔任過黨政軍的許多重要職務。他在林彪、『四人幫』的迫害下，於一九七四年十一月二十九日在北京逝世，終年七十六歲。今天，黨中央本着實事求是的精神，認真落實黨的政策，給彭德懷同志做出了全面的、公正的評價，為他恢復了名譽。……彭德怀同志在近半個世紀的革命鬥爭中，在偉大導師毛澤東同志的領導下，南征北戰，歷盡艱辛，為中國革命戰爭的勝利，為人民軍隊的成長壯大，為保衛和建設社會主義祖國，作出了卓越的貢獻。他的一生，是革命的一生，是忠於黨、忠於人民的一生。他的不幸逝世，是我黨我軍的重大損失。……彭德怀同志是国内和国际著名的军事家和政治家，一直受到广大党员和群众的怀念和爱戴。」:853追悼会结束后，其骨灰盒被安放在八宝山革命公墓第一室。
1981年6月27日，中国共产党第十一届中央委员会第六次全体会议通过的《关于建国以来党的若干历史问题的决议》对庐山会议问题作结论：“从一九五八年底到一九五九年七月中央政治局庐山会议前期，毛泽东同志和党中央曾经努力领导全党纠正已经察觉到的错误。但是，庐山会议后期，毛泽东同志错误地发动了对彭德怀同志的批判，进而在全党错误地开展了‘反右倾’斗争。八届八中全会关于所谓‘彭德怀、黄克诚、张闻天、周小舟反党集团’的决议是完全错误的。”:854
彭德怀在狱中所写的材料后来被编辑成《彭德怀自述》一书出版。
1999年12月，彭德怀的侄儿侄女将其伯父骨灰迁出“八宝山革命公墓”，归葬湖南湘潭乌石故里。

## 家庭
彭德怀出身于下中农家庭，8岁时母死父病，因家贫如洗而辍学。此时“伯祖父八十开外，祖母年过七十，三个弟弟无人照管，四弟半岁，母死后不到一月即饿死”。
彭德怀不满18岁加入湘军时“伯祖父已死，二弟当学徒去了”，家中“只有祖母、父亲和三弟3人”。
1918年，彭德怀与表妹周瑞莲订下婚约。1920年彭德怀从军在外，周瑞莲在家乡反抗卖身抵债跳崖身亡。
1922年，娶刘坤模（原名：刘细妹）。1922年8月彭德怀入湖南陆军军官讲武堂后，留妻子刘坤模在家侍奉年老的祖母和病重的父亲，直到1924年夏和1925年春，两位老人相继去世后才把妻子接至身边。平江起义时刘坤模回老家两人从此失散。1937年12月下旬，彭在延安與湖南前來、於1928年平江起義前即分離的妻子刘坤模和二弟彭金華相見，她已经结婚并育有一女:106，故未與劉坤模恢復夫妻關係:190。
1938年10月，彭德怀在延安与浦安修结婚，浦安修在中共中央北方局工作，隨赴前方:207。1962年浦安修迫于政治压力，与彭德怀离婚。1974年11月底，彭德怀临终前，希望见浦安修一面，而浦安修终未敢同意。然而，中央以离婚报告未经批准为由，仍认定浦安修为彭德怀夫人。

## 评价
1935年10月21日，彭指揮陝甘支隊於吳起鎮西南山擊潰尾追騎兵2,000餘人；戰鬥結束後，彭看到毛泽东的《六言诗·给彭德怀同志》:130：
|  | 山高路远坑深， 大军纵横驰奔。 谁敢横刀立马， 惟我彭大将军！ |

但是毛泽东的俄語翻译师哲的回忆录也记载，毛泽东也曾指责彭“刚愎自用，目空一切”。
1950年12月30日，毛澤東轉來菲利波夫（斯大林的化名）自莫斯科來電：「菲利波夫同志認為中國志願軍的領導（即彭德懷）是正確的……」:461
1979年，杨尚昆撰写了一篇回忆文章《我所知道的彭老总》；1998年，彭德怀诞辰100周年，杨尚昆发表了文章《追念彭大将军》，杨尚昆在评点彭德怀时说：“彭德怀同志是一个真正高尚的人。建国以后，德怀同志身居高位，仍念念不忘‘自己是一个农民的儿子’。不过，他在前面加了‘勇敢’二字：‘一个勇敢的农民的儿子。’他经常对人说，我是人民的扫帚，人民要怎么使用就怎么使用。在他的思想深处，总是将自己置于人民之下，而不是人民之上。从1959年被‘罢官’到1974年生命的终结，15年中，德怀同志经受了巨大的精神和肉体的痛苦，但他是坚强的，虽百折而不挠。他念念不忘的依然是党和人民的事业，经常说自己有一个愿望，就是希望死后能在他的骨灰上种一棵苹果树，以此来最后报答养育了他的土地和人民。”
1998年10月23日，中共中央总书记江泽民在纪念彭德怀诞辰100周年大会上发表讲话，对彭德怀的一生做了极高评价。
朝鲜战争时期，苏联驻朝大使兼朝鮮人民軍总顾问拉佐瓦耶夫和彭德怀因为第三次戰役是否要乘勝追擊发生意见冲突，斯大林知道后马上调离了在朝鲜战场的拉佐瓦耶夫，斯大林批示：“东方战场的指挥一切都听彭德怀的，彭德怀是久经考验的天才军事家”。 此點存疑，因拉佐瓦耶夫直到1953年7月才調離朝鮮。

## 著作
代表作
- 《平江暴动情况和经验教训》1929
- 《关于百团大战》1940
- 《志愿军是不可战胜的力量》1951
- 《为解放军现代化而斗争》1956年在中共八大报告

回忆录
- 《彭德怀自传》1981年人民出版社

文集
- 《彭德怀军事文选》1988年中央文献出版社

## 纪念
- 1998年10月彭德怀诞辰100周年之际，彭德怀全身铜像坐落在乌石峰东南麓彭德怀故居前的卧虎山上。
- 2010年10月24日彭德怀元帅诞辰112周年纪念日，高7.6米的彭德怀元帅骑马铜像在中北大学德怀广场落成。

## 荣誉

### 国内奖勋
- 中华苏维埃共和国
  -  红旗勋章（1931年11月于瑞金授予[73]）
  -  一等红星奖章（1933年8月1日于瑞金授予）
- 中華民國
  -  抗战胜利勋章（1945年10月授予）
- 中华人民共和国
  -  一级八一勋章（1955年9月27日于北京授予）
  -  一级独立自由勋章（1955年9月27日于北京授予）
  -  一级解放勋章（1955年9月27日于北京授予）

### 外国奖勋
- -  一级国旗勋章（第1枚，1951年10月24日于桧仓授予[74][75]）
  -  一级国旗勋章（第2枚，1953年2月8日于桧仓授予）[75]
  -  一级国旗勋章（第3枚，1953年6月25日于桧仓授予）[75]
  -  一级国旗勋章（第4枚，1953年7月31日于平壤授予）[75]
  -  共和国英雄金星奖章暨“共和国英雄”称号（1953年7月31日于平壤授予）[75]

## 主要影视作品
电影
- 《扶我上战马的人》
- 《少年彭德懷》
- 《彭大将军》
- 《开国大典》
- 《大决战之辽沈战役》
- 《彭德怀在三线》
- 《浴血太行》
- 《太行山上》
- 《建國大業》
- 《百团大战》
- 《长津湖》

电视剧
- 《百团大战》
- 《遵义会议》
- 《彭德怀铁血湘鄂赣》
- 《彭德怀元帅》
- 《跨过鸭绿江》
- 《大决战》

纪录片
- 《彭德怀同志光辉业绩》
- 《凤凰大视野：百团大战》